# Aerodramus mearnsi
Andorinhão-filipino ou salangana-filipina (Aerodramus mearnsi) é uma espécie de ave da família Apodidae. É endémica das Filipinas. Os seus habitats naturais são: florestas secas tropicais ou subtropicais , florestas subtropicais ou tropicais húmidas de baixa altitude e regiões subtropicais ou tropicais húmidas de alta altitude.